# 袁祖銘

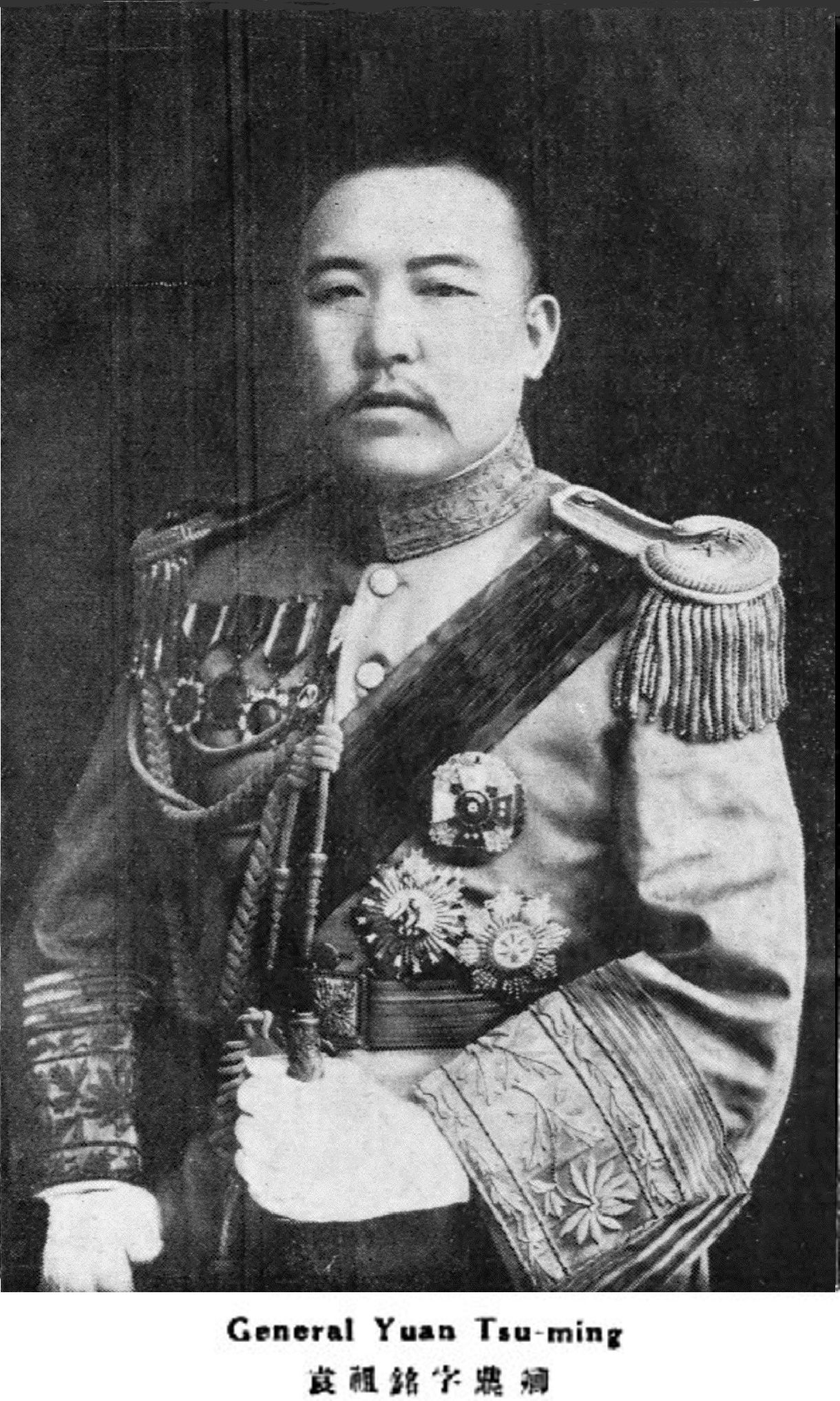

袁祖銘（1889年6月9日—1927年1月30日），字鼎卿，貴州省興義縣人，中華民国军事将领，貴州軍閥（黔軍）领导人。國民革命軍北伐期間因忠誠度問題遭到投降廣州國民政府的唐生智猜忌，並遭設局誘殺。

## 生平

### 黔軍的兴起
袁祖銘早年有志于学問。1907年（光緒33年）3月，進入貴州陸軍小学堂。1909年（宣統元年）毕业，並成为興義县小学堂的体操教師。1911年（宣統3年），他加入刘显世的靖边巡防营。
中华民国成立後的1913年（民国2年）9月，他任貴州陸軍第1团第2营营長，不久改任第1营营長。1915年（民国4年）12月護国战争中，他加入王文華所率的護国軍，同北京政府軍进行战斗。1916年（民国5年）他获授陸軍少将銜。翌年，他升任暫編貴州陸軍第1師第1旅第1团团長。1918年（民国7年）3月，他任貴州陸軍第2師師長。
袁祖銘作为王文華手下勇猛的指揮官日益抬头。但他和害怕失去实力的王文華日益对立。后来王文华支持南方政府，袁祖銘反而接近北京政府。1920年（民国9年）11月，王文華发动民九事变，迫使支持袁世凱與北京國民政府的貴州督軍劉顯世下台，夺取貴州的統治权。

### 統治貴州及介入四川失敗
1920年4月，得到北京政府財政支援的袁祖銘在武昌组织定黔軍，自称总指揮。1921年（民国10年）3月，袁祖銘派出刺客暗杀王文華。當時王文華因為民九事變之緣故在貴州風評不佳，因此滯留上海支持孫中山的護法運動，袁祖铭派遣表弟何厚光到上海，成功刺殺王文華，使貴州內支持孫中山的實力派瓦解。此後貴州省內成為支持北京政府的實力派軍人間角逐權力與省政主導權的舞台。
1922年（民国11年）3月，廣州中華民國政府非常大總統孙中山任命王伯群为贵州省长，王伯群在沪与何辑五（何应钦之弟）结伴启程回返回貴州省就職，行至黔东銅仁市，被袁祖铭的“定黔军”所阻未到任。贵阳方面，王伯群的實力後盾何应钦（王伯群的妹夫）也因形势不利逃亡昆明。王伯群见大势已去，与何辑五返回上海。1922年，王伯群加入中国国民党。1922年（民国11年）4月，袁祖銘驱逐了南方政府派的黔軍总司令盧焘，占领了貴陽。此后袁祖銘自称黔軍总司令。但是，他和雲南的主政者唐继尧開始出現摩擦。1923年（民国12年）4月，唐继虞（唐継尧之弟）率滇軍占领貴陽，將袁祖銘在貴州的部隊逐出。此後，袁祖銘徹入四川省，同川軍勢力展开争夺。1924年（民国13年）3月，袁祖銘被北京政府任命为川黔边防督办兼陸軍第34師師長。
在此期间，袁祖銘同唐継尧讲和。1925年（民国14年）1月，袁祖銘回任貴州督办。然而袁祖銘並沒有將部隊調回貴州，而继续在四川省内参与内战，貴州省政则委托部下王天培、彭漢章、周西成料理。同年6月，袁祖銘同川軍指揮官劉湘联合进攻川軍势力强大的军事将领楊森并取胜。
在吳佩孚的支持下，楊森返回四川，而劉湘也意識到楊森的勢力後臺，故決定與其和解，並將處理袁祖銘作為劉楊和解的「代價」。民國十五年（1926）5月，袁祖銘部隊遭到劉楊聯軍擊敗，逃入湘西（湖南省西部）。而在貴州的統治權也被其部下王天培、周西成所取。

### 转向和末路
由於根據地遭到部下奪取，袁祖銘與追隨其之殘餘部隊投靠广州国民政府。1926年10月，袁祖銘接受廣州編遣，部隊更名為国民革命軍第十二軍，袁祖銘擔任軍長兼国民革命軍左翼軍前敵总指揮，驻兵常德，准备参加國民革命軍北伐。與袁祖銘有裙帶關係且在外省駐防的貴州部隊包括駐紮漢口的国民革命軍第九軍（軍長彭汉章）、駐紮沙市的国民革命軍第十軍（軍長王天培）。但從政治親疏關係來說，袁祖銘、彭漢章都與中国国民党或是與孫中山關係薄弱，因此當時的國民革命軍司令蒋介石有所猜疑。同樣對貴州部隊有猜疑者包括叛離親北京政府的湖南軍系部隊投靠國民政府的湖南軍閥唐生智（国民革命軍第八軍軍長），唐生智則是擔憂這些外省部隊將會集合奪取湖南省的統治權。
另一方面，虽然袁祖銘参加了国民革命軍，但他也備有背叛計畫。袁祖銘的部下趙毓松（赵是中国青年党党员）建议袁祖銘同孫传芳、吴佩孚缔结反共同盟，并颠覆容共的國民政府。袁祖銘自己也准备了颠覆计划。因此十二軍雖然聲稱投入北伐，但是部隊進入湖南省後即停止進軍。
1927年（民国16年）1月30日(腊月廿七)下午五时，唐生智在得到蔣介石首肯後，派手下的第八軍教導師師長周斕在常德設下鴻門宴款待袁祖銘、其表弟副軍長兼貴州陸軍第4師師長何厚光及軍参谋长朱崧，席間突派衛兵入內乱枪击毙座上客，袁祖銘享年39岁。2月唐生智再於漢口誘捕彭汉章，並於同年8月設罪槍決。王天培則在北伐戰爭時因棄守徐州，在民國十六年8月遭到蔣中正下令撤職，並押送杭州槍決。
九十年代，王伯群夫人保志宁写了《王伯群生平》，发表在台湾《中外杂志》，称：

国民革命军二次北伐，攻下南昌，但袁祖铭勾结直吴，屯兵沅、常，威胁革命军左翼，而云南唐繼堯坐观事变，后方堪忧。蒋知伯群与唐有旧交，电请伯群入滇说唐，伯群复电云：“联唐不如去袁，袁妄自尊大，非真革命者，留之无异养奸。袁去则唐孤，不说自下，遣使转张其势，焉用往。”蒋纳其意，未几，唐死，袁亦被杀，西南悉定，皆如伯群言。